# Ici Occitanie
Ici Occitanie, anciennement France Bleu Occitanie, est une station de radio généraliste publique de proximité du réseau Ici. C'est la quarante-troisième station de ce réseau, et donc une des plus récentes. Elle est installée dans les anciens studios du Mouv' laissés vacants par le déménagement de la station « jeune » de Radio France, délocalisée à Paris.

## Historique
Elle est l'héritière de la station régionale de radio Toulouse-Pyrénées créée en 1924 sous l'administration des Postes, télégraphes et téléphones (PTT) qui émettait sur 318 mètres ondes moyennes depuis un pylône de 220 mètres de haut situé à Muret (Haute-Garonne)[source insuffisante]. Le journal parlé présenté avec des journalistes professionnels sera créé le 7 novembre 1947 par Pierre Loubens rédacteur en chef.
Le 23 février 2011 à 6 h, France Bleu Toulouse commence à émettre, soit deux mois après la date de lancement prévu initialement le 14 décembre 2010. Ce retard est dû à des différends entre radios indépendantes et Radio France sur l'utilisation de la fréquence.
En novembre 2013, France Bleu Toulouse commence à diffuser ses programmes à Agen (Lot-et-Garonne) sur la bande FM à 99,4 MHz. 
Le 10 juillet 2017, Mathieu Gallet a annoncé la fermeture du bureau Radio France de Toulouse alimentant les journaux de France Inter et France Info. Les quatre journalistes renforceraient la station occitane, en devenant reporters en résidence à Castres, Montauban et Pamiers. 
Le 12 décembre 2017, France Bleu Toulouse devient France Bleu Occitanie et ouvre, cette semaine-là, trois fréquences à Auch, Pamiers et Saint-Gaudens. Début 2018, la station va progressivement élargir sa zone de couverture[source insuffisante] en diffusant ses programmes dans les villes suivantes : Albi, Cahors, Carmaux, Castres (préemption de fréquence), Figeac, Mazamet (préemption de fréquence), Montauban (préemption de fréquence), Rodez et Villefranche-de-Rouergue. 

## Logos de la station

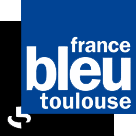
Logo de France Bleu Toulouse du 23 février 2011 au 12 septembre 2017
Logo de France Bleu Occitanie du 12 décembre 2017 au 16 décembre 2021
Logo de France Bleu Occitanie du 16 décembre 2021 au 6 janvier 2025
Logo d'Ici Occitanie depuis le 6 janvier 2025

## Équipes locales
La direction de France Bleu Occitanie encadre une équipe d'une quinzaine de journalistes et d'animateurs radio.

## Programmation
Les programmes régionaux de France Bleu Occitanie sont diffusés en direct de 6 h à 13 h et de 16 h à 19 h du lundi au vendredi, et de 7 h à 12 h 30 le week-end. Les programmes nationaux du réseau France Bleu sont diffusés le reste de la journée et la nuit. 
Parmi les décrochages spécifiques figurent les différentes éditions du journal et de la météo locale. Par ailleurs, la chaîne fait état des résultats et performances sportives des équipes masculines de rugby comme le Stade toulousain. Mais aussi de football avec le Toulouse FC.

## Diffusion
France Bleu Occitanie diffuse ses programmes sur la bande FM en utilisant des fréquences d'émission spécifiques sur les zones géographiques suivantes, :
- Toulouse
- Montauban
- Albi
- Agen
- Rodez
- Auch
- Cahors
- Pamiers
- Villefranche-de-Rouergue
- Saint-Gaudens
- Figeac
- Carcassonne
- Castelnaudary
- Limoux